# رنوسوکه توکودا
رنوسوکه توکودا (انگلیسی: Rennosuke Tokuda؛ زادهٔ ۱۵ مهٔ ۱۹۹۸)بازیکن هندبال اهل ژاپن است.